# 桂藤誠
桂 藤誠（かつら とうせい）は上方落語の名跡。2代目の死後は空き名跡となっている。
- 初代 - 詳細不明。
- 2代目 - 本項にて記述。

2代目桂 藤誠（かつら とうせい、生年不詳 - 1908年1月5日）は、上方落語家。本名、大久保 甲子藤。

## 経歴
幕末頃、旗本の家に生まれたが、芸事が好きで、劇場や寄席の楽屋で鳴物、声色、噺を覚えるようになる。
その後高座に上がるようになり、最初は6代目桂文治の門で桂文如の名を貰った。文治の門下だったことから関東地方巡業が多く、東京で流行っていたステテコ踊りを明治20年代に京都で初めて演じた。
1894年5月、3代目桂藤兵衛の門下になり、藤誠を名乗った。
芸は落語よりもステテコ踊りや皿廻し、手品を得意とした。師匠が設立した「藤明派」に真っ先に参加、解散後は残党を集めて「互楽派」を立ち上げた。
実の子は桂三木丸。